# Aishwarya Rai
Aishwarya Krishnaraj Rai-Bachchan, (Mangalore, 1 de novembro de 1973), conhecida simplesmente como Aishwarya Rai, é uma atriz, dançarina, cantora, compositora e supermodelo indiana.
Ela foi a vencedora do concurso Miss Mundo 1994, fato que lhe abriu definitivamente as portas para a carreira artística. "Ter sido Miss Mundo foi uma reviravolta em sua carreira", escreveu a L'Oréal, marca da qual é embaixadora.

## Biografia
Nascida em uma família tradicional em Mangalore, no estado de Karnataka, sul da Índia, se destacou desde muito jovem por sua grande beleza, tendo inclusive trabalhado como modelo e aparecido em comerciais na TV. Filha de Krishnaraj Rai, um engenheiro da Marinha, e Vrinda Rai, uma escritora, sua família mais tarde mudou-se para Mumbai.
Rai tem um irmão, Aditya Rai, que é três anos mais velho que ela. Aditya é produtor de filmes, sendo que em alguns deles Rai atua.
Foi eleita Miss Mundo 1994, após o que ela começou sua carreira artística. "Ela foi Miss Mundo e todo mundo a queria", escreveu o jornal ABC da Espanha em 2012.
Segundo o site especializado Celebrity Net Worth, ela tem uma fortuna de cerca de 100 milhões de dólares.

## Participação nos concursos de beleza

### Miss Índia 1994
No Miss Índia 1994, ela ficou em segundo lugar, atrás de Sushmita Sen. Sua colocação lhe garantiu o direito de participar do Miss Mundo 1994.

### Miss Mundo 1994
Em 19 de novembro de 1994, em Sun City, na África do Sul, foi eleita Miss Mundo 1994 aos 21 anos de idade, tendo derrotado outras 86 concorrentes. Sua resposta final foi: "As vencedoras que tivemos até agora são prova suficiente de que elas têm compaixão. Compaixão pelos menos privilegiados e não apenas pelas pessoas que têm status e estatura. Há pessoas que podem olhar além das barreiras que o homem criou, de nacionalidades e cores. Temos que olhar além disto e é isto que faz uma verdadeira Miss Mundo. Uma pessoa verdadeira, uma pessoa real".

## Vida após o Miss Mundo

### Vida pessoal

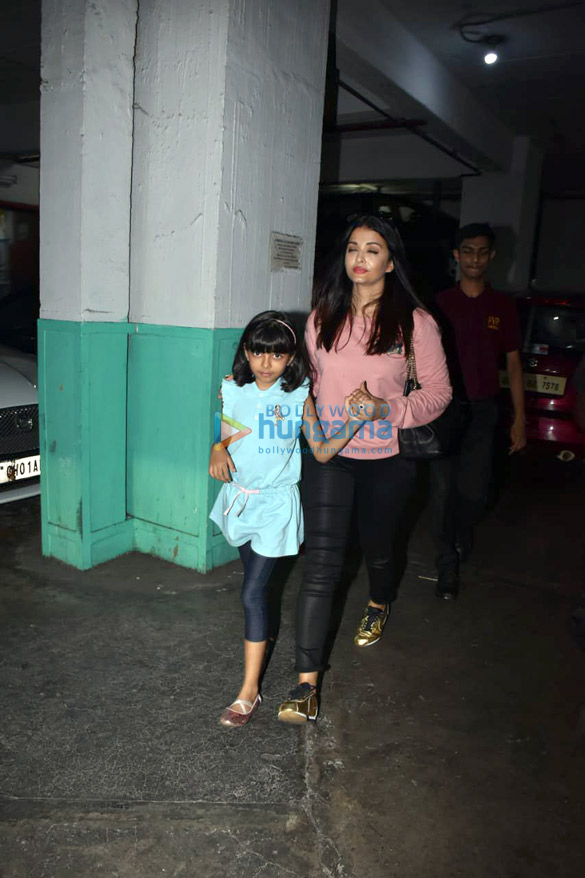
Aishvaria com a filha em fevereiro de 2020

Em 2007 casou-se com o ator Abhishek Bachchan. "São considerados o Brad Pitt e a Angelina Jolie do oriente", escreveu a revista espanhola Hola na época.
Em 16 de novembro de 2011 o casal teve sua única filha, chamada Aaradhya Rai-Bachchan. A menina nasceu de parto normal, em Mumbai.
Em 18 de julho de 2020, foi reportado pela imprensa que Aishvaria e a filha haviam sido hospitalizadas devido a COVID-19.

### Carreira como modelo
Aiswarya tem uma intensa carreira como modelo, tendo sido a embaixadora de diversas marcas, como dos diamantes De Beers e da L'Oréal, que representa desde o início dos anos 2000 e que a descreve como: "sua beleza graciosa e o seu incrível olhar fazem dela uma das mais belas atrizes do mundo".
Tem sido capa de diversas revistas, inclusive da Vogue, da Elle e da Harper's Bazaar.

### Carreira no cinema
Após entregar sua coroa de Miss Mundo 1994, logo os maiores diretores indianos, como Yash Chopra, Subhash Gai e Sanjay Lella Bansalli, lhe entregaram grandes papéis que permitiram que ela se revelasse como atriz, aliando dança e mímica na mais pura tradição do cinema indiano. Em poucos anos, Aishwarya Rai se tornou a nova estrela de Bollywood.
Ela representa para todas as indianas a imagem de uma mulher moderna e independente com uma bem sucedida carreira profissional. A apresentação do filme Devdas em Cannes em 2002, no qual encenou o papel principal, foi uma revelação para o mundo todo e permitiu a ela ultrapassar as fronteiras da Índia. Aishwarya Rai recebeu por este trabalho um Filmfare Award, o prêmio indiano equivalente ao Oscar. "É a deusa do cinema indiano", escreveu a Hola em 2011.
Segundo a revista Time, que dedicou a ela a capa da Time Ásia em 2003, Aishwarya está entre as mulheres mais reconhecidas do cinema indiano. É também uma das mais bem pagas atrizes de seu país, sendo sua fortuna estimada em 100 milhões de dólares.
O Festival de Cannes a consagrou ao escolhê-la como membro do júri em 2003. Ela foi a primeira atriz indiana a ser jurada em Cannes.

### Ligações com o Brasil
Atuou numa sequência de dança dentro do filme "Bunty Aur Babli" que fez bastante sucesso na Índia. Nessa sequência, ela e os atores de Bollywood Amitabh e Abhishek Bachchan dublam a música "Kajra Re", tema da novela "Caminho das Índias" da Rede Globo.
Em fevereiro de 2006, Rai foi vista por fotógrafos filmando cenas do filme Doom 2, na praia de Copacabana, no Rio de Janeiro. Sua passagem pelo Brasil recebeu alguns registros da imprensa.

## Filmografia
| Ano  | Título Original           | Título em Português     | Personagem                   |
| ---- | ------------------------- | ----------------------- | ---------------------------- |
| 1997 | Iruvar                    |                         | Pushpa/Kalpana               |
| 1997 | Aur Pyaar Ho Gaya         |                         | Ashi Kapoor                  |
| 1998 | Jeans                     |                         | Madhumitha/Vaishnavi         |
| 1999 | Aa Ab Laut Chalen         |                         | Pooja                        |
| 1999 | Hum Dil De Chuke Sanam    |                         | Nandini                      |
| 1999 | Ravoyi Chandamama         |                         |                              |
| 1999 | Taal                      |                         | Mansi                        |
| 2000 | Mela                      |                         | Champakali                   |
| 2000 | Kandukondain Kandukondain |                         | Meenakshi Bala               |
| 2000 | Josh                      |                         | Shirley                      |
| 2000 | Hamara Dil Aapke Paas Hai |                         | Preeti Virat                 |
| 2000 | Dhaai Akshar Prem Ke      |                         | Sahiba Grewal                |
| 2000 | Mohabbatein               |                         | Megha                        |
| 2001 | Albela                    |                         | Sonia                        |
| 2002 | Hum Tumhare Hain Sanam    |                         | Suman                        |
| 2002 | Hum Kisi Se Kum Nahin     |                         | Komal Rastogi                |
| 2002 | 23rd March 1931: Shaheed  |                         |                              |
| 2002 | Devdas                    |                         | Parvati (Paro)               |
| 2002 | Shakti: The Power         |                         | Aishwarya Rai                |
| 2003 | Chokher Bali              |                         | Binodhini                    |
| 2003 | Dil Ka Rishta             |                         | Tia Sharma                   |
| 2003 | Kuch Naa Kaho             |                         | Namrata Shrivastav           |
| 2004 | Bride & Prejudice         | Noiva e Preconceito     | Lalita Bakshi                |
| 2004 | Khakee                    |                         | Mahalakshmi                  |
| 2004 | Kyun...! Ho Gaya Na       |                         | Diya Malhotra                |
| 2004 | Raincoat                  |                         | Neerja                       |
| 2005 | Shabd                     |                         | Antara Vashist               |
| 2005 | Bunty Aur Babli           |                         |                              |
| 2005 | Mistress of Spices        | O Sabor da Magia        | Tilo                         |
| 2006 | Umrao Jaan                | Umrao Jaan              | Amiran (Umrao Jaan)          |
| 2006 | Dhoom 2                   | Dhoom 2                 | Sunehri                      |
| 2007 | Guru                      | Guru                    | Sujata                       |
| 2007 | Provoked                  |                         | Kiranjit Ahluwalia           |
| 2007 | The Last Legion           | A Última Legião         | Mira                         |
| 2008 | Jodhaa Akbar              |                         | Jodhaa Bai                   |
| 2008 | Sarkar Raj                |                         | Anita                        |
| 2009 | The Pink Panther 2        | A Pantera cor-de-rosa 2 | Senhorita Sonia Solandres    |
| 2009 | Raavan                    |                         | Ragini Sharma                |
| 2009 | Ashokavanam               |                         | Ragini Subramaniam           |
| 2010 | Endhiran                  |                         | Sana                         |
| 2010 | Action Replayy            |                         | Mala                         |
| 2010 | Guzaarish                 |                         | Sofia D'Souza                |
| 2015 | Jazbaa                    |                         | Anuradha Verma               |
| 2016 | Sarbjit                   |                         | Dalbir Kaur                  |
| 2016 | Ae Dil Hai Mushkil        |                         | Saba Taliyar Khan            |
| 2018 | Fanney Khan               |                         | Baby Singh aka Sumitra Singh |

## Curiosidades
- No mesmo ano em que venceu o Miss Mundo, sua conterrânea Sushmita Sen também foi eleita Miss Universo 1994.
- É a primeira atriz indiana a ter uma estátua de cera no museu Madame Tussauds em Londres.[7]
- Em 2010, num evento da revista Hello Índia, ela recebeu o troféu Ícone Global.[16]
- Em 2013 foi considerada, pela Forbes Índia, a 53ª  na lista das 100 personalidades indianas mais importantes.[17]